# IAAF World Relays 2015
Die 2. IAAF World Relays fanden am 2. und 3. Mai 2015 im Thomas Robinson Stadium in Nassau auf den Bahamas statt. Nassau war zum zweiten Mal nach 2014 Gastgeber. Die erstmals ausgetragene Medley-Staffel besteht aus den Teilstücken 1200 m, 400 m, 800 m und 1600 m. 
Mit sieben Teams (33 Sprinter und Läufer) nahm der Deutsche Leichtathletik-Verband (DLV) teil.

## Zeitplan
| 2. Mai |                  |          |
| 19:00  | Männer 4 × 400 m | Vorlauf  |
| 19:29  | Frauen 4 × 200 m | Vorlauf  |
| 19:46  | Männer 4 × 100 m | Vorlauf  |
| 20:09  | Männer 4 × 800 m | Finale   |
| 20:32  | Frauen 4 × 400 m | Vorlauf  |
| 21:02  | Frauen Medley    | Finale   |
| 21:29  | Männer 4 × 100 m | B-Finale |
| 21:36  | Frauen 4 × 200 m | Finale   |
| 21:52  | Männer 4 × 100 m | Finale   |

| 3. Mai |                  |          |
| 19:00  | Männer 4 × 200 m | Vorlauf  |
| 19:16  | Frauen 4 × 100 m | Vorlauf  |
| 19:39  | Frauen 4 × 800 m | Finale   |
| 20:02  | Frauen 4 × 400 m | B-Finale |
| 20:12  | Frauen 4 × 400 m | Finale   |
| 20:31  | Männer Medley    | Finale   |
| 20:57  | Männer 4 × 400 m | B-Finale |
| 21:06  | Männer 4 × 200 m | Finale   |
| 21:23  | Frauen 4 × 100 m | B-Finale |
| 21:30  | Frauen 4 × 100 m | Finale   |
| 21:46  | Männer 4 × 400 m | Finale   |

(alle Zeiten Ortszeit Nassau)

## Männer
| Disziplin     | Gold                                                                            | Gold           | Silber                                                                                   | Silber     | Bronze                                                                         | Bronze     |
| ------------- | ------------------------------------------------------------------------------- | -------------- | ---------------------------------------------------------------------------------------- | ---------- | ------------------------------------------------------------------------------ | ---------- |
| 4 × 100 Meter | Vereinigte Staaten Mike Rodgers Justin Gatlin Tyson Gay Ryan Bailey             | 37,38 CR, WL   | Jamaika Nesta Carter Kemar Bailey-Cole Nickel Ashmeade Usain Bolt                        | 37,68      | Japan Kazuma Ōseto Kenji Fujimitsu Yoshihide Kiryū Kōtarō Taniguchi            | 38,20      |
| 4 × 200 Meter | Jamaika Nickel Ashmeade Rasheed Dwyer Jason Livermore Warren Weir               | 1:20,97        | Frankreich Teddy Tinmar Christophe Lemaitre Pierre-Alexis Pessonneaux Ben Bassaw         | 1:21,49    | Deutschland Robin Erewa Sven Knipphals Aleixo-Platini Menga Alexander Kosenkow | 1:22,65    |
| 4 × 400 Meter | Vereinigte Staaten David Verburg Tony McQuay Jeremy Wariner LaShawn Merritt     | 2:58,43 WL     | Bahamas Ramon Miller Michael Mathieu Steven Gardiner Chris Brown                         | 2:58,91 SB | Belgien Dylan Borlée Julien Watrin Jonathan Borlée Kevin Borlée                | 2:59,33 NR |
| 4 × 800 Meter | Vereinigte Staaten Duane Solomon Erik Sowinski Casimir Loxsom Robby Andrews     | 7:04,84 CR, WL | Polen Karol Konieczny Kamil Gurdak Marcin Lewandowski Adam Kszczot                       | 7:09,98    | Australien Jared West Josh Ralph Ryan Gregson Jordan Williamsz                 | 7:16,30    |
| Medley        | Vereinigte Staaten Kyle Merber Brycen Spratling Brandon Johnson Ben Blankenship | 9:15,50 WR     | Kenia Abednego Chesebe Miti Alphas Kishoyian Ferguson Cheruiyot Rotich Timothy Cheruiyot | 9:17,20    | Australien Ryan Gregson Alexander Beck Jordan Williamsz Collis Birmingham      | 9:21,62    |

## Frauen
| Disziplin     | Gold                                                                                      | Gold               | Silber                                                                                    | Silber     | Bronze                                                                             | Bronze     |
| ------------- | ----------------------------------------------------------------------------------------- | ------------------ | ----------------------------------------------------------------------------------------- | ---------- | ---------------------------------------------------------------------------------- | ---------- |
| 4 × 100 Meter | Jamaika Simone Facey Kerron Stewart Schillonie Calvert Veronica Campbell-Brown            | 42,14 WL           | Vereinigte Staaten Tianna Bartoletta Allyson Felix Kimberlyn Duncan Carmelita Jeter       | 42,32 SB   | Vereinigtes Königreich Asha Philip Ashleigh Nelson Bianca Williams Margaret Adeoye | 42,84 SB   |
| 4 × 200 Meter | Nigeria Blessing Okagbare Regina George Dominique Duncan Christy Udoh                     | 1:30,52 AR, WL     | Jamaika Samantha Henry-Robinson Veronica Campbell-Brown Shericka Williams Sherone Simpson | 1:31,73    | Deutschland Rebekka Haase Anne Christina Haack Nadine Gonska Josefina Elsler       | 1:33,61    |
| 4 × 400 Meter | Vereinigte Staaten Phyllis Francis Natasha Hastings Sanya Richards-Ross Francena McCorory | 3:19,39 CR, WL     | Jamaika Anastasia Le-Roy Novlene Williams-Mills Christine Day Stephenie Ann McPherson     | 3:22,49 SB | Vereinigtes Königreich Eilidh Child Anyika Onuora Kelly Massey Seren Bundy-Davies  | 3:26,38 SB |
| 4 × 800 Meter | Vereinigte Staaten Chanelle Price Maggie Vessey Molly Beckwith-Ludlow Alysia Montaño      | 8:00,62 CR, AR, WL | Polen Syntia Ellward Katarzyna Broniatowska Angelika Cichocka Sofia Ennaoui               | 8:11,36 NR | Australien Abbey de la Motte Kelly Hetherington Selma Kajan Brittany McGowan       | 8:13,97 SB |
| Medley        | Vereinigte Staaten Treniere Moser Sanya Richards-Ross Ajeé Wilson Shannon Rowbury         | 10:36,50 WR        | Kenia Selah Busienei Joy Sakari Sylvia Chesebe Virginia Nyambura                          | 10:43,35   | Polen Katarzyna Broniatowska Monika Szczęsna Angelika Cichocka Sofia Ennaoui       | 10:45,32   |

- WR: Weltrekord
- CR: Wettkampfrekord (engl. Championship Record)
- AR: Kontinentalrekord (engl. area record)
- NR: nationaler Rekord
- WL: Weltjahresbestleistung
- SB: Saisonbestleistung

## Nationenwertung
| Platz | Land                   | Punkte |
| ----- | ---------------------- | ------ |
| 1     | Vereinigte Staaten     | 63,0   |
| 2     | Jamaika                | 46,0   |
| 3     | Polen                  | 34,0   |
| 4     | Australien             | 25,0   |
| 5     | Deutschland            | 21,0   |
| 6     | Frankreich             | 19,0   |
| 7     | Kenia                  | 15,0   |
| 8     | Vereinigtes Königreich | 15,0   |